# セントラル・アーツ
株式会社セントラル・アーツ（英: K.K.Central Arts）は、日本の映画・テレビ制作プロダクション、芸能事務所である。

## 概要
東映芸能ビデオ（現∶東映ビデオ）が子会社として1980年に設立した映像制作プロダクションであり、東映東京撮影所、東映テレビ・プロダクションなどと共に東映の東京地区における製作事業の一角を担う他、自社製作作品のライセンス業務も手掛ける。設立当初は所属俳優である松田優作主演作品や角川映画の下請けなどを中心に製作活動を行っていたが、1985年に公開された『ビー・バップ・ハイスクール』で若年客層の拡大に成功し、東映の看板シリーズに成長させた。さらに松田に続いて同社所属となった仲村トオルの人気上昇にともない、『新宿純愛物語』（1987年）など仲村主演映画を多作。テレビでは『あぶない刑事』をヒットさせるなど、多数の映像作品を製作した。

### 設立経緯
1977年4月、日活を退社した黒澤満が、当時の東映社長・岡田茂から誘いを受け 東映に入社、東映セントラルフィルム製作部門のプロデューサーに就任したことに端を発する。

『映画秘宝』2010年12月号の特集「東映セントラルの世界 〜セントラル・アーツの世界」によれば、黒澤を中心とした日活出身のスタッフらとともに東映芸能ビデオの製作部門として立ち上げられた。東映セントラルは東映の下番線用の配給会社であり、いつしか東映セントラル自体がセントラル・アーツとなったが、このあたりの事情は複雑で経緯が不明な点も多いという。
丸山昇一は「セントラル・アーツはたまたま経理上の必要性からか、別会社として存在した。東映セントラルフィルムは単なる配給会社に過ぎず、黒澤がひとつだけ椅子を貰って映画の企画と制作を始めた」と述べている。東映セントラルフィルムの設立者・岡田茂は「東映ビデオの中に、セントラル・アーツという製作会社を作った」、「黒澤を東映ビデオの製作部門の長として抱きかかえ、これを東映セントラルフィルムと組ませた」 などと証言している。「黒澤はいつしか東映ビデオの企画、製作のボスとなっていった」と記された文献もある。黒澤がプロデュースしたテレビドラマ『探偵物語』（1979年9月〜1980年4月、日本テレビ系列）は、東映ビデオが製作している。伊地智啓は、「東映芸能ビデオ（東映ビデオ）の一角に黒澤の机が一つあった。岡田は黒澤を東映本体の役員に据えるのを避け、むしろ本体とは切り離してフリーハンドの製作拠点を作る戦略だったと考えられる」と述べている。

松田優作は黒澤を信頼しており、1981年に松田からの強い希望で、自身と熊谷美由紀のマネジメントを黒澤に依頼してきた。黒澤は「俳優のマネジメントをする会社ではない」と断ったが、松田が強く希望するため異例の措置として了承したという。黒澤に誘われ日活からセントラル・アーツに参加した伊地智啓は著書で、セントラル・アーツの名付け親は自分で、黒澤が「俺はアーツじゃない」と言うところを伊地智が「セントラルだけじゃストリッパーのプロダクションみたいだから、映画、アーツで行ってもいいんじゃないかと嫌がる黒澤を説得した」と話している。

### 歴史
設立の際に岡田が黒澤に出した製作の条件は「一本の製作費3000万円、撮影日数二週間、オールロケーション」であった。当時の日活ロマンポルノが製作費750万円で、ロマンポルノ以前の日活の澤田幸弘たちが作っていた「日活ニューアクション」が3000万から3500万円で、セントラル・アーツと同程度となる。当初はオールロケの条件だったが、やはり撮影所での撮影も必要なケースも出たようで、この際に東映東京撮影所を使わず、1981年の『探偵同盟』（フジテレビ）、『プロハンター』（日本テレビ）から、日活撮影所で撮影を行った。黒澤は「当初から東映に来たからには東映の撮影所を使いたいと思っていましたが、ただ東映本番線の製作が優先されて、なかなかステージ空かない。だから日活撮影所を使うことになってしまった」と述べている。東宝も百恵・友和映画などで日活撮影所を使ったが、これは単に日活撮影所がレンタル料が安かったからであった。岡田は「東映内部で作ったらあのカラーは出せなかった」と述べている。しかし東映本社からの反発も強かったことから、後に岡田が黒澤を説得して、他作品と同様に東映東京撮影所を制作拠点とした。
1989年には、長渕剛の初主演映画『オルゴール』を製作しヒットしたが、続く『ウォータームーン』は、内容が破綻しトラブルが頻発した失敗作として知られる。セントラル・アーツ作品は、時おり強烈なカリスマ性を帯びた時代の申し子を起用してヒットに結びつけることがある。
1989年からは多数の東映Vシネマを製作している。

### 製作事業の一時休止
2018年7月2日、セントラル・アーツ側がJ-CASTニュースの取材に対し、「会社そのものは存続し、番組販売など版権業務を行っていく」 一方で、映画やドラマの製作は一旦休止すると表明した。長年在籍し、製作に携わっていた社員が退社したためであるとして、今後製作事業が復活する可能性もあると報じている。2018年11月30日に黒澤満代表取締役は死去した。

### 功績と評価
功績面では、松田優作をスターにしたこと、村川透をカムバックさせたことに加え、セントラル・アーツや東映Vシネマのスタッフに多くの日活OBを登用したことなどが挙げられる。
評価面では、東映の岡田社長が「黒澤には一見まかせているようだが、全部指示したことが成功の要因」、東映セントラルフィルムの設立から10年後の1987年のインタビューでは、「東映の体質が10年前と変わってきた底流のひとつには、黒澤らの地味な10年にわたる活動が物を言っている」などと評していた。

## 過去の所属スタッフ
- 黒澤満（代表取締役、2018年没）
- 近藤正岳（東映企画製作部→セントラル・アーツ取締役企画製作部長→フリーランス）
- 紫垣達郎（2007年没）
- 服部紹男
- 村川透
- 仙元誠三（2020年没）
- 伊地智啓（2020年没）

## 過去の所属タレント
- 松田優作（文学座→六月劇場→夢屋事務所→セントラル・アーツ）
- 仲村トオル（セントラル・アーツ→フライングボックス→KITTO）
- 山西道広（文学座→セントラル・アーツ→オフィス三井→引退）
- 野瀬哲男（六月劇場→セントラル・アーツ→引退）
- 岡田東二

## 主な作品

### 映画
- 野獣死すべし（1980年）
- ヨコハマBJブルース（1981年）
- 化石の荒野（1982年）
- 探偵物語（1983年）
- 晴れ、ときどき殺人（1984年）
- いつか誰かが殺される（1984年）
- 俺っちのウエディング（1984年）
- Wの悲劇（1984年）
- 友よ、静かに瞑れ（1985年）
- 魔の刻（1985年）
- 野蛮人のように（1985年）
- ビー・バップ・ハイスクールシリーズ（1985〜1988年）
- 早春物語（1985年）
- それから（1985年）
- ア・ホーマンス（1986年）
- あぶない刑事シリーズ
  - あぶない刑事（1987年）
  - またまたあぶない刑事（1988年）
  - もっともあぶない刑事（1989年）
  - あぶない刑事リターンズ（1996年）
  - あぶない刑事フォーエヴァー THE MOVIE（1998年）
  - まだまだあぶない刑事（2005年）
  - さらば あぶない刑事（2016年）
  - 帰ってきた あぶない刑事（2024年）
- 新宿純愛物語（1987年）
- ふ・た・り・ぼ・っ・ち（1988年）
- いこかもどろか（1988年）
- 悲しい色やねん（1988年）
- オルゴール（1989年）
- ウォータームーン（1989年）
- 六本木バナナ・ボーイズ（1989年）
- 右曲りのダンディー（1989年）
- べっぴんの町（1989年）
- きんぴら（1990年）
- 代打教師 秋葉、真剣です!（1991年）
- BE-BOP-HIGHSCHOOL（1994年）
- 免許がない!（1994年・光和インターナショナルへの制作協力）
- 大失恋。（1995年）
- 犬、走る。DOG RACE（1998年）
- 甦える優作〜「探偵物語」特別編（1998年）
- 時雨の記（1998年）
- 英二（1999年）
- 共犯者（1999年）
- ブギーポップは笑わない Boogiepop and Others（2000年）
- 走れイチロー（2001年）
- GO（2001年）
- 凶気の桜（2002年）
- ゼブラーマン（2004年）
- フライ・ダディ・フライ（2005）
- おろち（2006年）
- ワルボロ（2007年）
- カメレオン（2008年）
- わたし出すわ（2009年）
- ゼブラーマン -ゼブラシティの逆襲-（2010年）
- 行きずりの街（2010年）
- これでいいのだ!!映画★赤塚不二夫（2011年）
- 北のカナリアたち（2012年）
- ズタボロ（2015年）
- 終わった人（2018年）
- “隠れビッチ”やってました。（2019年）

### テレビドラマ
- キャンパス・アクション 探偵同盟（1981年、CX）
- プロハンター（1981年、NTV）
- 愛のホットライン（1981年、CX）
- 火曜サスペンス劇場（NTV）
  - ハムレットは行方不明（1981年）
  - 死の断崖（1982年）
  - 孤独な狩人（1982年）
  - 女子高生への鎮魂歌（1983年）
  - 喪服の妻たち（1986年）
- あぶない刑事シリーズ（NTV）
  - あぶない刑事（1986年 - 1987年）
  - もっとあぶない刑事（1988年 - 1989年）
  - あぶない刑事フォーエヴァーTVスペシャル'98(1998年)
- あきれた刑事（1987年、NTV）
- 華麗なる追跡 THE CHASER（1989年、NTV）
- 勝手にしやがれヘイ!ブラザー（1989年 - 1990年、NTV）
- 水曜グランドロマン（NTV）
  - 手塚治虫物語 いとしき生命のために（1990年）
- 俺たちルーキーコップ（1992年、TBS）
- 西部警察 SPECIAL（制作協力 2004年、EX）
- らんぼう（2006年、NTV）
- ドクター・ヨシカの犯罪カルテ（2006年、TX）
- ウイングマン（2024年、TX）

#### ダミー作品
以下の作品は東映本体が制作しているが、同じ東映が制作する裏番組との重複対策として、制作に関与していないセントラル・アーツから東映がライセンスを行使した上で名義を制作プロダクションとして借用している。
- 世にも奇妙な物語（CX）
  - 『プレゼント』『殺人者は後悔する』『親切すぎる家族』（1990年）
  - 『バカばっかりだ！』『こけし谷』『さよなら蔵町キネマ』（1991年）
  - 『替え玉』『人格改造ドリンク』『仙人』（1991年）
  - 『電機じかけの幽霊』『ハイ・ヌーン』『いいかげん』（1992年）
- ボクたちのドラマシリーズ（CX）
  - 幕末高校生（1994年）
- 木曜の怪談（CX）
  - 七瀬ふたたび（1995年）
  - ゴーストハンター早紀（1996年）

### ビデオ映画
- 狙撃シリーズ（1989〜1994年）
- ベレッタM92F 凶弾（1990年）
- 野獣駆けろ（1990年）
- 裏切りの明日（1990年）
- 悪人専用（1990年）
- カルロス（1991年）
- 夜のストレンジャー 恐怖（1991年）
- 襲撃 BURNING DOG（1991年）
- 傷だらけのライセンス（1991年）
- DANGER POINT 地獄への道（1991年）
- 名のない男 破壊!（1991年）
- 死神の使者（1992年）
- 復讐の掟（1992年）
- ろくでなし LAST DOWN TEN（1992年）
- DISTANT JUSTICE 復讐は俺がやる（1992年、日米合作）
- ニューヨーク・アンダーカバー・コップ（1993年、日米合作）
- BE-BOP-HIGHSCHOOLシリーズ（1996〜1997年）

### ビデオアニメーション
- BE-BOP-HIGHSCHOOL 6（1995年）

## 受賞歴
- 第36回日本アカデミー賞特別賞（岡田茂賞）